# Vicente Belda
Vicente Belda (Alfafara, Alicante, 12 de septiembre de 1954) es un exciclista y director deportivo español que está libre desde el año 2006 en el que abandonó la disciplina del equipo Kelme, como ciclista ejerció entre los años 1978 y 1988.
Su hijo David Belda fue también ciclista profesional y también es ingeniero.

## Biografía

### Ciclista profesional
Su mayor logro durante su vida deportiva, es la tercera plaza conseguida en la Vuelta a España 1981, por detrás de Giovanni Battaglin y Pedro Muñoz. También consiguió triunfos de etapa en la Vuelta y el Giro.

### Director deportivo

#### Kelme/Comunitat Valenciana
Tras retirarse del ciclismo profesional, continua ligado al mundo de la bicicleta, convirtiéndose en director deportivo del equipo Kelme (a partir de 2004, Comunitat Valenciana), hasta que desapareció en 2006 como consecuencia de la implicación de la práctica totalidad del equipo (ciclistas, directores y médicos) en la Operación Puerto.

##### Auxiliar de Pino
En 1995 se unió al equipo Kelme como director auxiliar de Álvaro Pino, director deportivo del conjunto verdiblanco. Tras un paréntesis en 1996, volvió al equipo en 1997, donde permaneció como auxiliar de Pino hasta la marcha de este al Phonak tras la temporada 1999.

##### Director principal y éxitos
En 2000 se convirtió en el director deportivo principal del equipo Kelme. En su primera temporada al frente, el equipo ganó dos etapas en el Tour de Francia (una con Santiago Botero y otra con Javier Otxoa), así como la clasificación de la montaña (con Botero, después de que Otxoa la llevara también).
En 2001 el ciclista del Kelme Óscar Sevilla fue segundo en la Vuelta a España, después de que en la última etapa (una contrarreloj en Madrid) perdiera el maillot oro, que fue a parar a Ángel Casero (del Festina. Este triunfo de Casero fue motivo de polémica al descubrirse que el controvertido doctor Eufemiano Fuentes, jefe médico del Kelme (aunque atendía también en privado a otros deportistas, incluidos ciclistas de otros equipos), había dejado en el contestador del teléfono de Casero que lo que tú ya sabes estaría preparado para que ganara la Vuelta en la crono de Madrid. Ante las sospechas de que se trataba de un asunto de dopaje que Fuentes facilitaba a un ciclista de otro equipo (Casero) en contra de uno de su propio equipo (Sevilla), Fuentes dijo que se refería a unas bielas y que era un mensaje que él había transmitido de parte de su colega italiano Luigi Cecchini. A pesar de que Belda mostró su enfado por el caso, Fuentes siguió siendo el jefe médico del equipo.
En 2002, tras ganar Sevilla el maillot blanco de mejor joven en el Tour de Francia, el Kelme se presentó como favorito para ganar la Vuelta a España con el corredor manchego. Sin embargo, aunque un ciclista del Kelme ganó la Vuelta (Aitor González), el triunfo fue nuevamente polémico aunque en este caso por la guerra interna vivida en el equipo entre sus dos líderes, Sevilla (quien a priori era el jefe de filas) y González (quien atacó en el Angliru a Sevilla cuando este era líder, beneficiando a Roberto Heras, del US Postal). Sevilla fue finalmente cuarto en la general, después de que en la última contrarreloj una secuencia de infortunios le hiciera perder mucho tiempo, apeándolo así del podio final. Así, aunque finalmente Aitor González se hizo con la Vuelta al adelantar en la última etapa (la contrarreloj con final en el estadio Santiago Bernabéu) a Heras, la victoria quedó empañada por esa guerra interna y los intentos de Belda de poner paz en su propia escuadra. Aitor se marchó del equipo (en el que acababa contrato) para fichar por el potente Fassa Bortolo italiano.
En 2003 el ciclista Jesús Manzano sufrió un desvanecimiento en el Tour de Francia cuando iba escapado, requiriendo atención hospitalaria; este hecho adquiriría con posterioridad gran relevancia para Belda y su equipo. En la Vuelta a España el equipo obtuvo dos victorias de etapa y la combinada por medio de Alejandro Valverde, auténtica revelación de la temporada al sumar sus éxitos en la Vuelta a una temporada plagada de triunfos en carreras de un día.

##### Manzano y el declive
En 2004, el exciclista del equipo Jesús Manzano concedió una extensa entrevista al diario As, en la que detallaba sus prácticas de dopaje durante su estancia en el equipo Kelme, afirmando asimismo que era una práctica sistemática dentro del equipo y organizada por los propios responsables (médicos y deportivos) de la formación. Belda realizó las siguientes declaraciones a propósito de las revelaciones de Manzano:
"Me dan náuseas. Poco puedo decir al respecto, ya que no cuenta la verdad y tampoco puede meter a todo el pelotón en el mismo saco. El dopaje está claro que existe en todos los deportes, pero no todos los deportistas están dopados o son unos drogadictos como insinúa."
"Es como si me hubieran puesto una losa encima. Ya me contarás que les puedo decir a mis corredores en estos momentos para planificar la carrera y el favor que está haciendo al ciclismo con esos comentarios. Los abogados del equipo ya han comenzado a trabajar en el asunto."
Como consecuencia de las revelaciones de Manzano, la organización del Tour de Francia no aceptó al equipo en la línea de salida ni ese año ni el siguiente, quedando asimismo fuera del UCI ProTour (un circuito que reunía a partir de entonces a los mejores equipos) creado en 2005 y, por tanto, relegado a carreras de segunda fila (del Circuito Continental) y a unas pocas de máxima categoría (ProTour) en caso de lograr una invitación expresa de la organización, circunstancia que solo se daba en la Vuelta a España.

#### Operación Puerto

##### Primera reacción a las detenciones
El 23 de mayo de 2006 fueron detenidos por la Guardia Civil, entre otros, José Ignacio Labarta (director adjunto del Comunidad Valenciana) y el médico Eufemiano Fuentes (exjefe médico del Kelme y hermano de Yolanda Fuentes, jefa médica del Comunidad Valenciana en ese momento), por su implicación en la Operación Puerto, una investigación antidopaje que descubrió una red de dopaje organizado para deportistas de élite. Ante estas detenciones y los rumores incesantes sobre la implicación de su equipo en la trama de dopaje, Belda dijo lo siguiente:
"Estas detenciones son una cuchillada por la espalda contra el ciclismo. Si ya andábamos bajo sospecha, sólo nos faltaba esto". Belda se refería así a las sospechas de dopaje que ya existían sobre su equipo tras las revelaciones de su exciclista Jesús Manzano al diario As en 2004 (confirmadas en esta operación, dos años después).

##### Plante en el Campeonato de España
El 25 y 26 de junio el diario El País publicó parte de la investigación de la Guardia Civil, filtración que revelaba que casi todos los ciclistas del Comunitat Valenciana eran clientes de la red de dopaje (con el nombre genérico los verdes, por el color de su maillot). 
El mismo día en que se publicó la primera parte de esta exclusiva se debía celebrar el Campeonato de España en ruta, que fue suspendido por un boicot de los ciclistas (en protesta por las filtraciones a la prensa) promovido por un ciclista del equipo levantino. El propio Belda apoyó este plante.

##### Las conversaciones telefónicas con Fuentes
Belda figuraba en el sumario de la Operación, revelándose comprometedoras conversaciones telefónicas con Eufemiano Fuentes en las que quedaba en evidencia el conocimiento y consentimiento de Belda sobre el dopaje generalizado en su formación por medio de la red de Fuentes.

##### Petición de la prueba del ADN
Belda y sus ciclistas se ofrecieron a dar muestras de sangre para cotejar su ADN con el de las bolsas de sangre incautadas por la Guardia Civil en los registros.

##### Desaparición del equipo
La organización del Tour de Francia retiró su invitación al equipo como consecuencia de la Operación Puerto. El Comunitat Valenciana, que no había estado en 2004 y 2005 en la Grande Boucle por las declaraciones de Manzano, había conseguido una invitación (necesaria en su caso, ya que no era un equipo ProTour) para participar tres años después en la ronda gala, cosa que finalmente no ocurrió por la retirada de dicha invitación.
Poco después, la Vuelta a España decidió también no invitar al Comunitat Valenciana. Ante esta decisión, la Generalidad Valenciana decidió retirar su apoyo al equipo (ya que, excluido de las principales carreras, no podía promocionar a dicha comunidad en pruebas de renombre), lo cual precipitó la desaparición del conjunto levantino.

##### Sin consecuencias penales
Al no ser el dopaje un delito en España según la legislación vigente en ese momento, el proceso judicial se centró en si se había cometido un delito contra la salud pública. Así, la Operación Puerto no tuvo consecuencias penales para Belda.

#### Fuerteventura-Canarias Team
En 2007 pasó a ser asesor del nuevo Fuerteventura-Canarias Team.
En 2008 pasó a convertirse en director del Fuerteventura-Canarias Team en categoría elite y sub-23, adscrito a la Federación de Ciclismo de la Comunitat Valenciana (FCCV). Posteriormente ha sido fichado por el equipo elite UCI colombiano Lotería de Boyacá, con el que debutó el 16 de julio de 2008 en la Clásica de Girardot, sobre un total de cinco etapas.
Desde el 1 de enero de 2009 pasó a ser el director deportivo del equipo ciclista Boyacá Es Para Vivirla, con sede en Colombia.

## Palmarés
| 1978 - 1 etapa de la Vuelta a España - Vuelta a Cantabria, más 2 etapas 1979 - Volta a Cataluña - 1 etapa de la Vuelta a Andalucía - Vuelta a la Región de Valencia, más 1 etapa 1981 - 3.º en la Vuelta a España, más 1 etapa - 1 etapa de la Volta a Cataluña 1982 - 1 etapa de la Vuelta a La Rioja - Clásica de los Puertos - 1 etapa del Giro de Italia 1983 - 1 etapa de la Vuelta al País Vasco - Subida al Naranco | 1984 - Subida al Naranco - Subida a Urkiola - Vuelta a Galicia, más 1 etapa 1985 - Escalada a Montjuich, más 1 etapa - 2 etapas de la Vuelta a Colombia - 1 etapa de la Vuelta a Galicia 1986 - Escalada a Montjuich, más 2 etapas 1987 - Semana Catalana - 1 etapa de la Vuelta a Galicia |

## Grandes Vueltas y Campeonatos del Mundo
Durante su carrera deportiva ha conseguido los siguientes puestos en las Grandes Vueltas y en los Campeonatos del Mundo en carretera:
| Carrera         | 1978 | 1979 | 1980 | 1981 | 1982 | 1983 | 1984 | 1985 | 1986 | 1987 | 1988 |
| --------------- | ---- | ---- | ---- | ---- | ---- | ---- | ---- | ---- | ---- | ---- | ---- |
| Giro de Italia  | -    | -    | -    | -    | Ab.  | -    | -    | -    | -    | -    | -    |
| Tour de Francia | -    | -    | 20.º | 38.º | -    | -    | -    | -    | -    | -    | 75.º |
| Vuelta a España | 21.º | 17.º | 10º  | 3º   | 18.º | 9º   | 8º   | 18.º | 30.º | 6.º  | 68.º |
| Mundial en Ruta | Ab.  | -    | -    | -    | Ab.  | Ab.  | Ab.  | -    | -    | -    | -    |

-: no participa

Ab.: abandono

## Premios, reconocimientos y distinciones
- Mejor Técnico Deportivo de 2000 en los Premios Deportivos Provinciales de la Diputación de Alicante[1]